# 西懷爾德伍德 (新澤西州)
西懷爾德伍德（英語：West Wildwood）是位於美國新澤西州開普梅縣的自治市鎮。

## 人口
根據2020年美國人口普查的數據，西懷爾德伍德的面積為0.94平方千米，當中陸地面積為0.74平方千米，而水域面積為0.20平方千米。當地共有人口540人，而人口密度為每平方千米574人。